# Arcosa
L'arcosa és gres de quars, de gra mal arrodonit, amb un mínim de 25% de feldespat, anomenada per això gres feldespàtic. Deriva d'una erosió ràpida de roques ígnies o metamòrfiques.

## Tecnologia
Té bones característiques mecàniques, admetent talussos verticals, però canvia radicalment en mullar-se, ja que es converteix en un material pastós que presenta grans problemes en la construcció: No s'aconsella emprar-lo com àrid per formigó, per asfalt, per balast de ferrocarril ni com escullera. Tampoc no es recomana fer servir blocs naturals com a fonament ja que és difícil assegurar-ne la impermeabilitat.